# Mohamed Fadel Leili
Mohamed Fadel Leili és un advocat saharaui, especialitzat en la defensa dels drets humans del poble saharaui. L'any 2011 fou guardonat amb el premi Fundación Abogados de Atocha, juntament amb Mohamed Lahbib, Mohamed Boukhaled i Mohamed Bazaid Lahmad tots ells també advocats saharauis. El gener de 1976 es desplaçà fins a Casablanca per estudiar Dret a la Universitat Hassan II.